# 渡辺美里 ごきげんデイト
渡辺美里 ごきげんデイト（わたなべみさとごきげんデイト）は1987年4月12日から1988年4月17日までの1年間ニッポン放送で放送されていた、当時はまだデビューしたての20歳・21歳だった歌手の渡辺美里がパーソナリティのラジオ番組。　略称：「ごきげんデイト」
毎週、渡辺にとっては先輩にあたり、現在となっては超大物アーティストをゲストに迎え、渡辺とトークをするという内容の番組だった。ゲストは2週から1か月間続けて出演していた。
コカコーラ・ボトラーズの一社提供。

## 放送時間
- 1987年4月12日～1987年10月4日　日曜日10:30-11:00
- 1987年10月11日～1988年4月17日　日曜日23:30-24:00

## ゲスト
- 佐野元春（1987年4月19日〜1987年4月26日）
- 山下達郎（1987年5月3日〜1987年5月31日）
- 小田和正（1987年6月7日〜1987年6月28日、1988年2月14日）
- 玉置浩二（1987年7月5日〜1987年7月12日）
- 竹内まりや（1987年7月19日〜1987年7月26日）
- 大友康平 （1987年8月2日〜1987年8月30日）
- 原由子（1987年9月6日〜1987年9月27日）
- 桑田佳祐（サザンオールスターズ）（1987年10月4日〜1987年10月25日）
- 松任谷由実（1987年11月1日〜1987年11月29日）
- ザ・ブルーハーツ（1987年12月6日〜1987年12月27日、1988年2月21日）
- 吉川晃司（1988年1月3日〜1988年1月31日）
- 小室哲哉（TM NETWORK）（1988年3月13日〜1988年3月27日）

## ネット局
- 新潟放送 - 日曜日11:00 - 11:30
- 四国放送 - 日曜日11:30 - 12:00
- 西日本放送 - 日曜日9:00 - 9:30
- 南海放送 - 日曜日9:00 - 9:30
- 高知放送 - 日曜日11:00 - 11:30
- 大分放送 - 日曜日11:00 - 11:30
- 宮崎放送 - 日曜日9:00 - 9:30